# 2010–2011-es országos ifjúsági leány vízilabda-bajnokság
A 2010-2011-es Országos Leány Ifjúsági Bajnokság 8 csapat részvételével 2010. szeptember 19-én rajtolt és 2011. április 24-én ért véget. A bajnokságban két csoportra bontva mérkőztek meg a csapatok. Az őszi szezonban az alapszakasz A és B csoportban történt. A rájátszásban a bajnokság felsőházra és alsóházra oszlott. A bajnokságban az 1992-1993 és később született játékosok játszhattak.

## A bajnokságban szereplő csapatok
| A csapat neve (a bajnokságban használt neve) | A csapat székhelye | 2009–2010 |
| -------------------------------------------- | ------------------ | --------- |
| BVSC-ZUGLÓ Diapolo (BVSC)                    | Budapest           | 5.        |
| Dunaújváros Városi Sportiskola (DVSI)        | Dunaújváros        | 3.        |
| Honvéd POLO (Honvéd)                         | Budapest           | 7.        |
| Kecskemét Csempevarázs (Kecskemét)           | Kecskemét          | 6.        |
| Taylor&Nash Universitas Szeged (Szeged)      | Szeged             | 8.        |
| Szentesi Vízilabda Klub (Szentes)            | Szentes            | 4.        |
| UVSE-Salamander (UVSE)                       | Budapest           | 1.        |
| ZF-Eger                                      | Eger               | 2.        |

## A bajnokság rendszere
A bajnokságot 8 csapat részvételével rendezték meg, és két fő részből állt: alapszakaszból és az egyes helyezésekről döntő rájátszásból.

### Az alapszakasz
A Magyar Vízilabda-szövetség Versenybizottsága az alábbi dátumokat jelölte ki a fordulóknak:

#### A Csoport
1 forduló: 2010. szeptember 19.
2. forduló: 2014. október 10.
3. forduló: 2014. október 31.

#### B Csoport
1 forduló: 2010. szeptember 19.
2. forduló: 2014. október 10.
3. forduló: 2014. október 31.

### A rájátszás
Az alapszakasz befejeztével a rájátszást két csoportban folytatták. Az A és B csoportban az 1-2. helyen végzett csapatok a felsőházi, az A és B csoportban 3-4. helyen végzett csapatok az alsóházi rájátszásba kerültek. A felsőházban az 1-4. helyért, az alsóházban az 5-8. helyért játszottak. A felső- és az alsóházban is minden csapat kétszer mérkőzött meg egymással.

#### Felsőház
1 forduló: 2011. március 13.
2. forduló: 2014. április 24.
3. forduló: 2014. május 7.

#### Alsóház
1 forduló: 2011. március 13.
2. forduló: 2014. április 3.
3. forduló: 2014. április 24.

## Az alapszakasz

### A Csoport
| #  | Csapat    | M | GY | D | V | G+ – G– | GK  | P  | Megjegyzések          |
| -- | --------- | - | -- | - | - | ------- | --- | -- | --------------------- |
| 1. | UVSE      | 6 | 5  | 0 | 1 | 79–42   | +37 | 15 | Feljutás a felsőházba |
| 2. | DVSI      | 6 | 4  | 0 | 2 | 62–44   | +18 | 12 | Feljutás a felsőházba |
| 3. | BVSC      | 6 | 3  | 0 | 3 | 71–52   | +19 | 9  | Kiesés az alsóházba   |
| 4. | Kecskemét | 6 | 0  | 0 | 6 | 34–108  | −74 | 0  | Kiesés az alsóházba   |

Utolsó frissítés: 2014. május 17. 
Forrás:  
A rangsorolás alapszabályai: 1. összpontszám, 2. gólkülönbség, 3. szerzett gólok száma,.
(B): Bajnokcsapat, (K): Kieső csapat, (F): Feljutó csapat, (I): Kupainduló, (R): A rájátszás győztese, (KGY): Kupagyőztes

### B Csoport
| #  | Csapat  | M | GY | D | V | G+ – G– | GK  | P  | Megjegyzések          |
| -- | ------- | - | -- | - | - | ------- | --- | -- | --------------------- |
| 1. | ZF-Eger | 6 | 6  | 0 | 0 | 83–54   | +29 | 18 | Feljutás a felsőházba |
| 2. | Szentes | 6 | 4  | 0 | 2 | 68–50   | +18 | 12 | Feljutás a felsőházba |
| 3. | Honvéd  | 6 | 2  | 0 | 4 | 69–71   | −2  | 6  | Kiesés az alsóházba   |
| 4. | Szeged  | 6 | 0  | 0 | 6 | 51–96   | −45 | 0  | Kiesés az alsóházba   |

Utolsó frissítés: 2014. május 17. 
Forrás:  
A rangsorolás alapszabályai: 1. összpontszám, 2. gólkülönbség, 3. szerzett gólok száma,.
(B): Bajnokcsapat, (K): Kieső csapat, (F): Feljutó csapat, (I): Kupainduló, (R): A rájátszás győztese, (KGY): Kupagyőztes

## Eredmények

### A csoport
| Hazai \ Vendég1                | BVSC | DVSI | Kecskemét | UVSE  |
| BVSC-ZUGLÓ Diapolo             |      | 11–7 | 19–7      | 11–14 |
| Dunaújváros Városi Sportiskola | 10–9 |      | 17–6      | 5–6   |
| Kecskemét Csempevarázs         | 4–17 | 4–14 |           | 5–24  |
| UVSE-Salamander                | 10–4 | 8–9  | 17–8      |       |

Utolsó felvett mérkőzés dátuma: 2014. május 17. 
Forrás:  
1A hazai csapatok a bal oldali oszlopban szerepelnek.
Színek: Zöld = hazai győzelem; Sárga = döntetlen; Piros = vendéggyőzelem.
 

## A rájátszás

### Felsőház
| #  | Csapat  | M | GY | D | V | G+ – G– | GK  | P  | Megjegyzések |
| -- | ------- | - | -- | - | - | ------- | --- | -- | ------------ |
| 1. | ZF-Eger | 6 | 6  | 0 | 0 | 84–53   | +31 | 18 |              |
| 2. | DVSI    | 6 | 3  | 0 | 3 | 66–65   | +1  | 9  |              |
| 3. | UVSE    | 6 | 2  | 0 | 4 | 42–60   | −18 | 6  |              |
| 4. | Szentes | 6 | 1  | 0 | 5 | 57–71   | −14 | 3  |              |

Utolsó frissítés: 2014. március 22. 
Forrás: [forrás?] 
A rangsorolás alapszabályai: 1. összpontszám, 2. gólkülönbség, 3. szerzett gólok száma, 4. sorsolás.
(B): Bajnokcsapat, (K): Kieső csapat, (F): Feljutó csapat, (I): Kupainduló, (R): A rájátszás győztese, (KGY): Kupagyőztes

### Alsóház
| #  | Csapat    | M | GY | D | V | G+ – G– | GK  | P  | Megjegyzések |
| -- | --------- | - | -- | - | - | ------- | --- | -- | ------------ |
| 1. | BVSC      | 6 | 5  | 0 | 1 | 89–50   | +39 | 15 |              |
| 2. | Honvéd    | 6 | 4  | 1 | 1 | 71–51   | +20 | 13 |              |
| 3. | Szeged    | 6 | 1  | 2 | 3 | 53–72   | −19 | 5  |              |
| 4. | Kecskemét | 6 | 0  | 1 | 5 | 47–87   | −40 | 1  |              |

Utolsó frissítés: 2014. március 22. 
Forrás: [forrás?] 
A rangsorolás alapszabályai: 1. összpontszám, 2. gólkülönbség, 3. szerzett gólok száma, 4. sorsolás.
(B): Bajnokcsapat, (K): Kieső csapat, (F): Feljutó csapat, (I): Kupainduló, (R): A rájátszás győztese, (KGY): Kupagyőztes

## A bajnokság végeredménye
| #  | Csapat                         |
| -- | ------------------------------ |
| 1. | ZF-Eger                        |
| 2. | Dunaújváros Városi Sportiskola |
| 3. | UVSE-Salamander                |
| 4. | Szentesi Vízilabda Klub        |
| 5. | BVSC-ZUGLÓ Diapolo             |
| 6. | Honvéd POLO                    |
| 7. | Taylor&Nash Universitas Szeged |
| 8. | Kecskemét Csempevarázs         |